# Anochetus paripungens
Anochetus paripungens är en myrart som beskrevs av Brown 1978. Anochetus paripungens ingår i släktet Anochetus och familjen myror. Inga underarter finns listade i Catalogue of Life.